# Emanuel Ernst Albrecht von Czettritz
Emanuel Ernst Albrecht von Czettritz (* 29. September 1729 in Schlesien; † 16. Januar 1798 in Kadlau, Kreis Neumarkt) war ein preußischer Generalmajor.

## Leben
Seine Eltern waren der Erbherr von Grünhof bei Wartenberg, Johann Gottfried von Czettritz (* 17. Januar 1704; † 1759) und Helene Wilhelmine, geborene von Prittwitz aus dem Haus Constadt.
Czettritz wurde am 6. Januar 1744 Gefreitenkorporal im Füsilierregiment „Dohna“. Während des Zweiten Schlesischen Kriegs kämpfte er in der Schlacht bei Hohenfriedberg, der Belagerung von Belagerung von Kosel und dem Gefecht bei Jägerndorf. Am 22. April 1745 wurde er zum Fähnrich ernannt.
Nach dem Krieg wurde er am 3. September 1751 Sekondeleutnant. Im Siebenjährigen Krieg nahm er an den Schlachten bei Prag, Kolin, Leuthen und Zorndorf teil. Er wurde am 11. Oktober 1759 Stabskapitän sowie am 25. Dezember 1760 Kapitän und Kompaniechef.
Am 4. Juni 1773 wurde Czettritz zum Major befördert und nahm 1778/79 am Bayerischen Erbfolgekrieg teil. Am 8. Juni 1782 erhielt er die Beförderung zum Oberstleutnant und wurde Kommandeur des Infanterieregiments „von Anhalt“. Am 30. September 1784 wurde er zum Oberst befördert. Bei der Revue am 21. August 1788 verlieh ihm der König den Orden Pour le Mérite. Am 6. Januar 1790 erhielt Czettritz seine Demission als Generalmajor.
Er starb am 16. Januar 1798 in seinem Geburtsort Kadlau.

### Familie
Czettritz heiratete am 21. November 1765 eine von Viebing, die älteste Tochter des Geheimrates Viebing aus Breslau. Das Paar hatte folgende Kinder:
- Hans Ernst Wilhelm (* 13. März 1767)
- Siegmund Alexander Wilhelm (* 6. Mai 1768; † 23. Juni 1770)
- Friedrich Albert (* 19. April 1768; † 23. April 1768)
- Heinrich Hermann Leonhard (* 3. Oktober 1771)
- Leopoldina Charlotte Dominica (* 31. Dezember 1772) ⚭ Karl Wilhelm von Schmidhals
- Ulrike Christiane (* 26. März 1774; † 21. Mai 1798) ⚭ Ernst Ferdinand von Zedlitz (* Juli 1773; † 12. März 1814)